# Isso (Bérgamo)
Isso é uma comuna italiana da região da Lombardia, província de Bérgamo, com cerca de 630 habitantes. Estende-se por uma área de 4 km², tendo uma densidade populacional de 158 hab/km². Faz fronteira com Barbata, Camisano (CR), Castel Gabbiano (CR), Covo, Fara Olivana con Sola.

## Demografia
| Variação demográfica do município entre 1861 e 2011                               |
|                                                                                   |
| Fonte: Istituto Nazionale di Statistica (ISTAT) - Elaboração gráfica da Wikipedia |